# Natuurpark Dinara

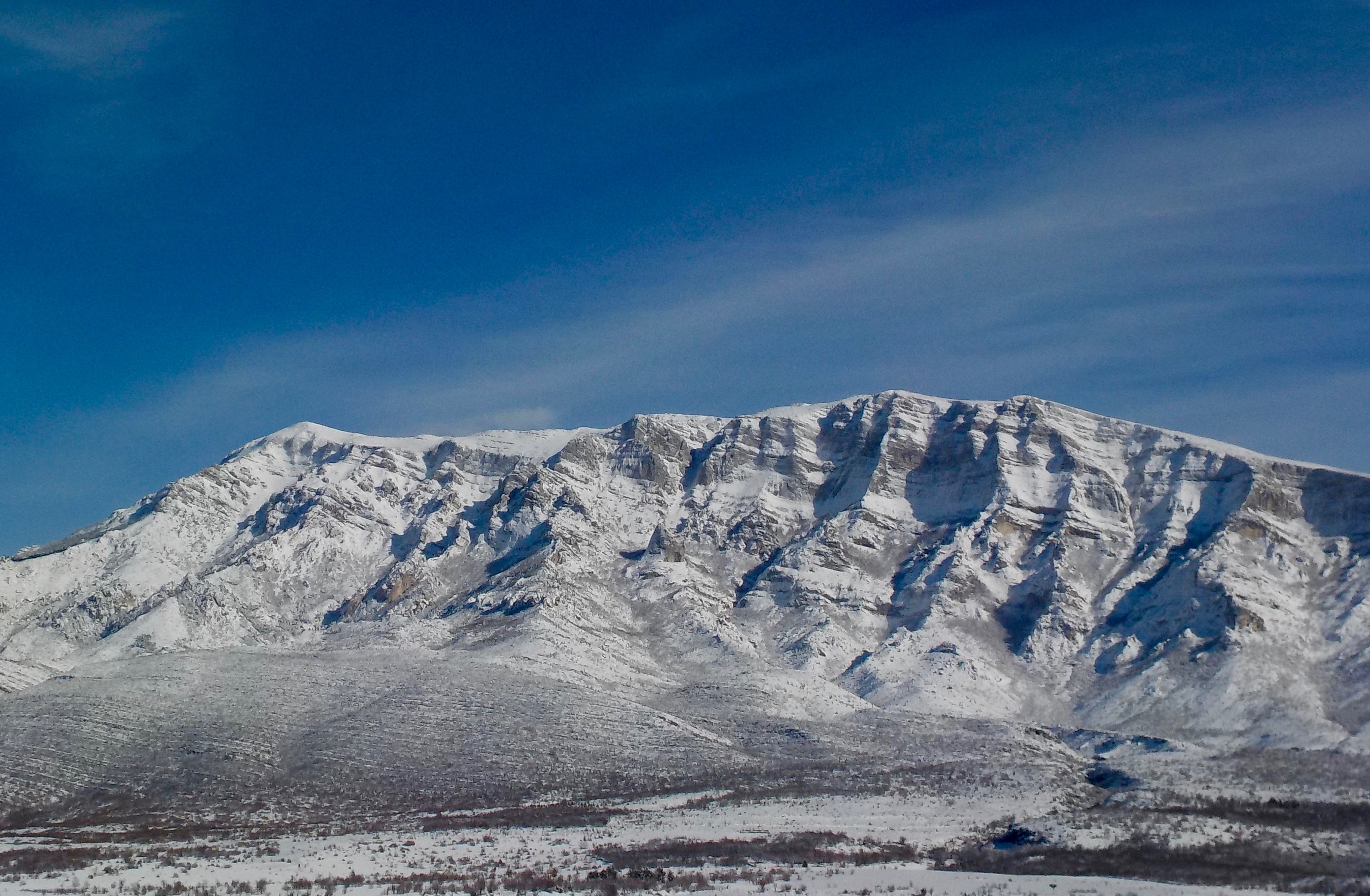
Natuurpark Dinara

Het Natuurpark Dinara (Kroatisch: Park prirode Dinara) is een natuurpark van bijna 63.000 hectare in de Dinarische Alpen in Kroatië. Het park werd opgericht op 5 februari 2021 en strekt zich uit over delen van de Kroatische provincies Split-Dalmatië en Šibenik-Knin.
Rond de bergtop Dinara leven endemische diersoorten zoals een muis genaamd "Dinarski miš" (de "Dinarische muis"), Dolomys bogdanovi longipedis.

## Afbeeldingen

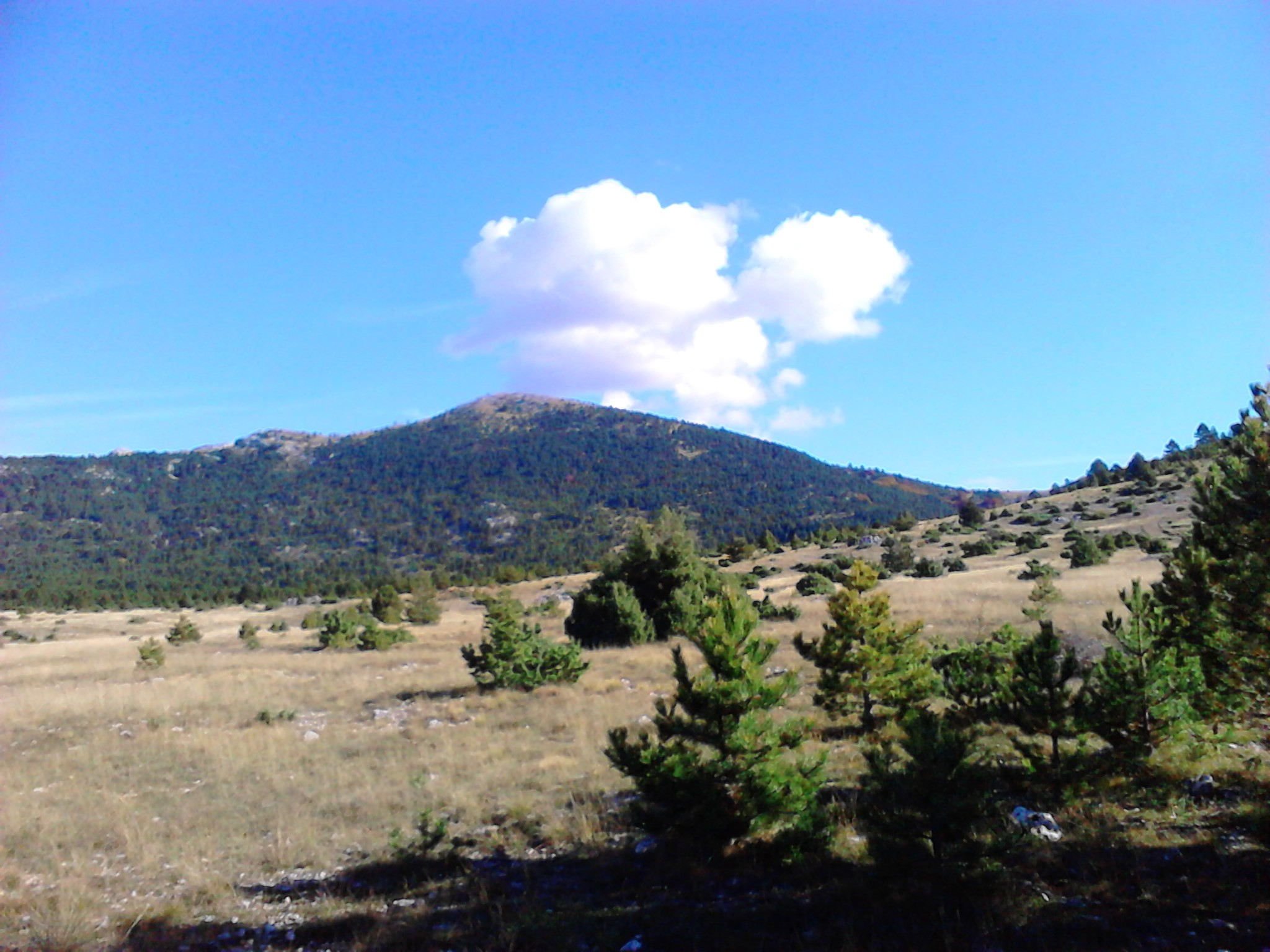
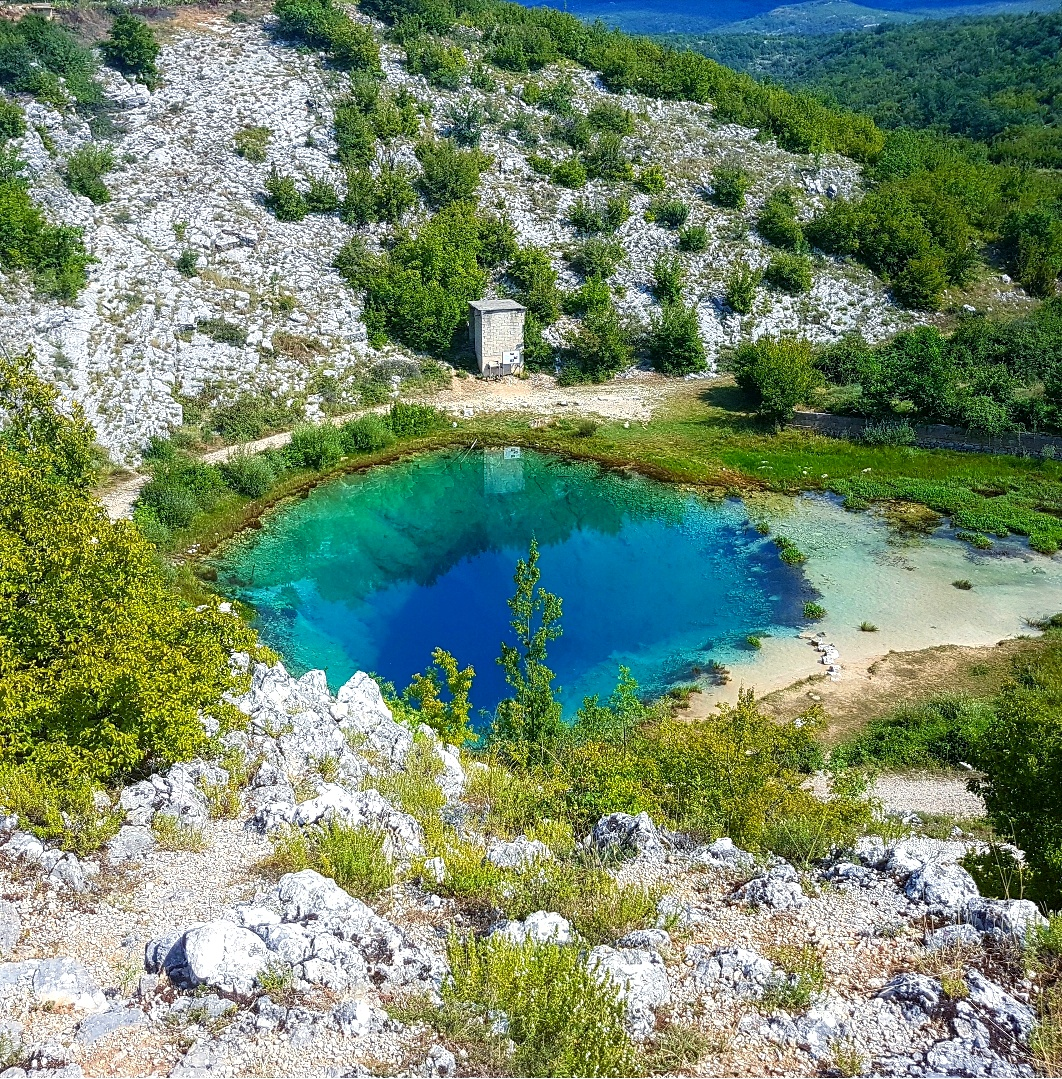
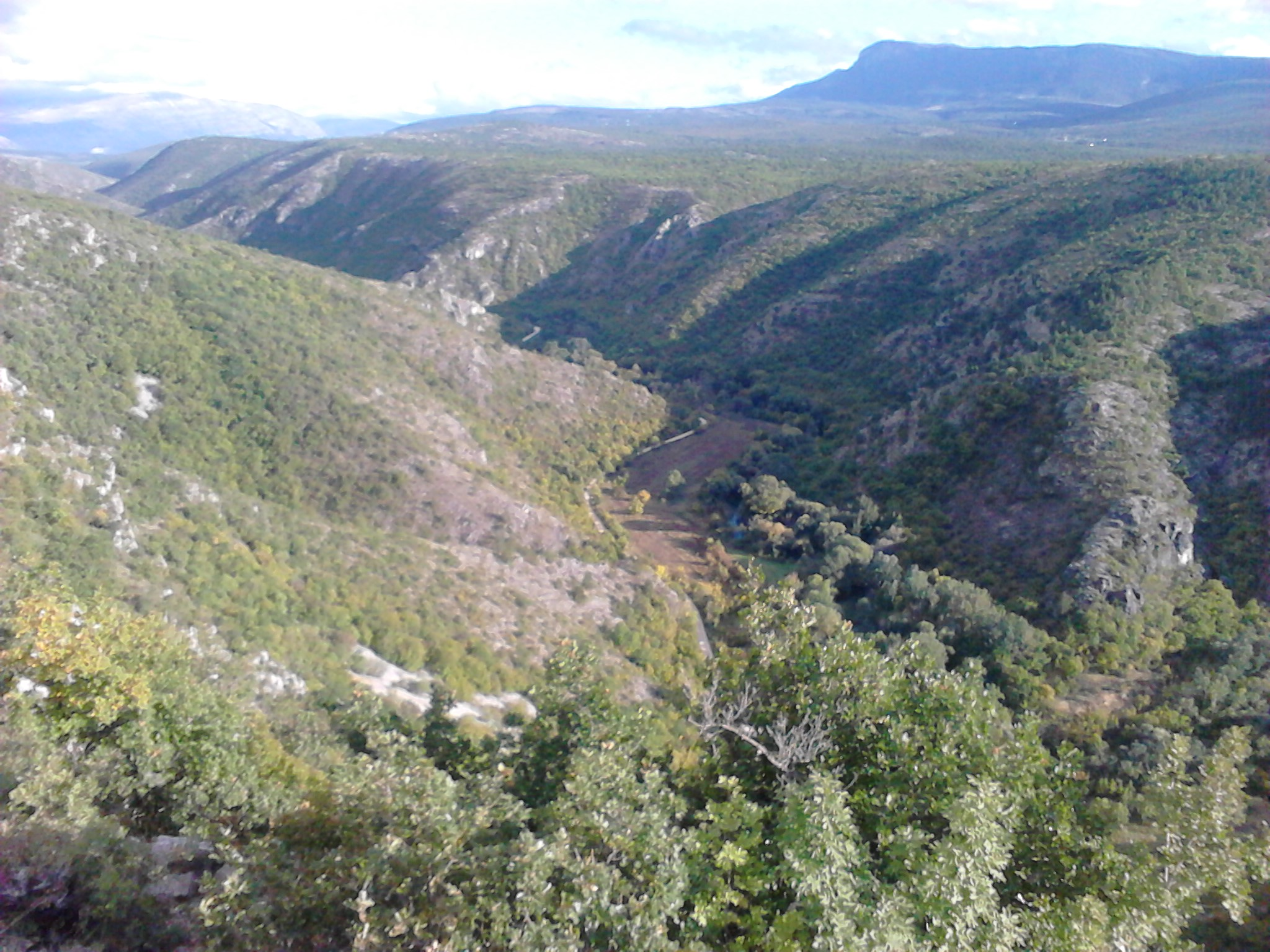